# Donald James Allan
Donald James Allan (* 22. Dezember 1907; † 19. Juni 1978) war ein britischer Klassischer Philologe (Gräzist) und Philosophiehistoriker.

## Leben
Nach dem Besuch des Christ’s Hospital, einer unabhängigen boarding school bei Horsham, West Sussex, studierte Allan an der Christ Church, Oxford. Er erwarb den B.A. 1930 und den M.A. 1933. Von 1931 bis 1947 war er Fellow und Tutor in Classics am Balliol College. Während des Zweiten Weltkriegs war Allan an die geheime Dienststelle des Foreign Office in Bletchley Park abgeordnet. 1948 wurde er zum Reader in Ancient Philosophy an der Edinburgh University ernannt. Von 1957 bis 1971 hatte Allan den Lehrstuhl für griechische Philologie an der University of Glasgow inne. Von 1968 bis 1970 war zudem Dean der dortigen Faculty of Arts.
Allan arbeitete vor allem zu Aristoteles und Platon. Er begann mit einer textkritischen Edition der Schrift Über den Himmel, Aristoteles’ Hauptwerk über den Aufbau des Kosmos. Es folgte eine kommentierte Ausgabe des ersten Buchs des Staates Platons. Durchschlagenden Erfolg hatte er mit seinem ins Deutsche, Französische und Brasilianische übersetzten Aristoteles-Buch und zwei kurzen Aufsätzen über Aristoteles’ Auffassung vom Ursprung moralischer Prinzipien und zum praktischen Syllogismus. Mit dem Gräzisten Joseph Bright Skemp (Universität Durham) begründete Allan 1955 die renommierte philosophiehistorische Zeitschrift Phronesis.

## Schriften (Auswahl)
- Aristotelis De Caelo libri IV. Recognovit brevique adnotatione critica instruxit D. J. Allan. Clarendon Press, Oxford 1936 (Oxford Classical Texts), Nachdruck Oxford 1955.
- Plato, The Republic Book 1. London 1940; Nachdruck London 1953.
- Mediaeval Versions of Aristotle, De Caelo, and of the Commentary of Simplicius, in: Mediaeval and Renaissance Studies 2, 1950, S. 82–120.
- The Philosophy of Aristotle. Oxford UP, London 1952, Nachdruck 1970.
  - Deutsche Übersetzung: Die Philosophie des Aristoteles. Übersetzt und herausgegeben von Paul Wilpert. Felix Meiner, Hamburg 1955 (Digitalisat).
  - Französische Übersetzung: Aristote le Philosophe. Trad. de Ch. Lefèvre. Louvain-Paris 1962.
  - Brasilianische Übersetzung: A Filosofia de Aristóteles. Editorial Presença, 1970.
- Aristotle’s Account of the Origin of Moral Principles, in: Actes du Xle Congrès International de Philosophie, vol. XII, Amsterdam 1953, S. 120–127; Nachdruck in: Jonathan Barnes, Malcolm Schofield, Richard Sorabji (Hrsg.), Articles on Aristotle. Vol. 2: Ethics and Politics. New York 1977, S. 72–78.
  - Deutsche Übersetzung: Aristoteles’ Auffassung vom Ursprung moralischer Prinzipien, in: F.-P. Hager (Hrsg.), Ethik und Politik des Aristoteles. Darmstadt 1972, S. 275–286.
- The Practical Syllogism, in: Recueil d’études de philosophie ancienne et médiévale offert à Monseigneur A. Mansion. Louvain 1955, S. 325–340.
- Quasi-Mathematical Method in the Eudemian Ethics, in: Suzanne Mansion (Hrsg.), Aristote et les problèmes de méthode. Communications présentées au Symposium Aristotelicum tenu à Louvain du 24 août au 1er septembre 1960. Louvain 1961, S. 303–318.
- Aristotle’s Criticism of Platonic Doctrine concerning Goodness and the Good, in: Proceedings of the Aristotelian Society NS 64, 1963/1964, S. 273–286.
- L’Individu et l’État dans l’Ethique et la Politique. In: La « Politique » d’Aristote. Sept exposés et discussions. (Entretiens sur l’Antiquité Classique, t. XI). Fondation Hardt, Vandoeuvres-Genève, S. 53–95.
- The Fine and the Good in the Eudemian Ethics, in: Paul Moraux, Dieter Harlfinger (Hrsg.), Untersuchungen zur Eudemischen Ethik. De Gruyter, Berlin 1971, S. 63–71.
- Critical and Explanatory Notes on Some Passages Assigned to Aristotle’s “Protrepticus”. In: Phronesis 21, 1976, S. 219–240.